# Laura Grünberg
Laura Grünberg (n. 31 ianuarie 1961) este o sociologă, scriitoare, profesoară și activistă feministă română. Este membră a Uniunii Scriitorilor din România.

## Biografie
Licențiată în matematică a obținut doctoratul în sociologie. A publicat în zona sociologiei genului, sociologiei corpului și sociologiei educației. Are o bogată experiență didactică și de cercetare. Este profesor asociat la Universitatea București, Facultatea de Sociologie și Asistență Socială și la SNSPA. A fost coordonatoare de programe la Centrul European UNESCO pentru Învățământ Superior (UNESCO-CEPES). Este, de asemenea, autoarea unor cărți de copii.

## Activism
Laura Grünberg este membră fondatoare și coordonatoare a primei organizații nonguvernamentale, ce se ocupă cu studii de gen în România Societatea de Analize Feministe AnA (SAFA), fondată în 1993. Împreună cu Mihaela Miroiu și cu alte personalități feministe, a contribuit la demararea primului program de masterat profilat pe studii de gen din România - la București și au introdus dimensiunea de gen în curricula școlară.
În anul 2017 fondează împreună cu Iulia Iordan, Victoria Pătrașcu și Adina Rosetti „De Basm - Asociația scriitorilor pentru copii și adolescenți” pentru a contribui la dezvoltarea literaturii pentru acest public în România. Scriitorii asociației De Basm merg la copiii din comunitățile defavorizate și desfășoară ateliere creative. Unul dintre proiectele asociației la care a participat și Laura Grünberg a fost Nesupusele, o carte în două volume despre 100 de femei senzaționale din istoria României.

## Publicații

### Lucrări
- Spune-mi una cu.... București: Editura Meta, 2001.
- Istorie cu copii și pârș, mâță, frunză de gutuie: un manual de imaginație și conversație, ilustrații de Cristi Gașpar. București: Editura Compania, 2007 - Click pentru cronica si fragment
- Poveste cu un gând strănutat, ilustrații de Alexandra Rădulescu. Pitești: Editura Paralela 45, 2011.
- Să creștem mici: carte pentru cei mici care trebuie neapărat citită de cei mari . București: Editura Arthur, 2014.
- Improvești cu lucruri mici, hazlii, firești, ilustrații de Bilyana Velikova. București: Editura Arthur, 2018.
- Nesupusele: 100 de femei pentru 100 de ani de Românie modernă, coautor împreună cu Victoria Pătrașcu, Iulia Iordan, Cristina Andone, Adina Rosetti. București: Univers, 2018.
- Istoriioare, ilustrații de Stela Lie. București: Editura Univers, 2019.
- Îmbrățișătoarea, ilustrații de Bilyana Velikova. București: Editura Univers, 2021.

### Lucrări academice
- Women’s NGO’s in Romania, in Gal, Susan, Kligman, Gail, (Eds), Reproducing Gender. Politics, Publics and Everyday Life after Socialism. Princeton University Press, Princeton, New Jersey, 2000;
- Good Practice in Promoting Gender Equity in Higher Education in Central and Eastern Europe, UNESCO, CEPES, Bucharest, 2001;
- (R)evoluții în sociologia feministă. Repere teoretice, contexte românești Editura Polirom, 2003;
- Mass media despre sexe. Aspecte privind stereotipurile de gen în mass media din România, [coord.] Editura Tritonic, 2005;
- Cartea neagră a egalității de șanse între femei și bărbați, Laura Grunberg [coord.], Ioana Borza, Theodora Eliza-Văcărescu, Editura AnA, 2006;
- Revista AnAlize, redactor șef.
- "biONGrafie. Istoria trăită a unui ONG de femei", Editura Polirom, București, 2008
- "Introducere în sociologia corpului: Teme, perspective și experiențe întrupate", Editura Polirom, București, 2010
- From GENDER Studies to gender IN studies. Case studies on Gender - Inclusive Curriculum in Higher Education, UNESCO-CEPES, 2011 (coordonator și editor volum)